# 야마기시역
야마기시역(일본어: 山岸駅)은 일본 이와테현 모리오카시에 위치한 동일본 여객철도 야마다 선의 철도역이다. 단선 승강장 1면 1선의 구조를 갖춘 지상역이다.

## 역 주변
- 나카쓰 강
- 요나이 강
- 모리오카 시 추오 공민관
- 모리오카 시 동물원

## 역사
- 1952년 2월 10일 : 일본국유철도의 역으로서 개업. 1952년 1월 10일부터, 야마기시 가정류장으로서 영업하고 있었음.
- 1987년 4월 1일 : 일본국유철도 분할 민영화에 의해, 동일본 여객철도가 승계.

## 인접 역
| 동일본 여객철도 야마다 선  | 동일본 여객철도 야마다 선 | 동일본 여객철도 야마다 선 |
| -------------------------- | ------------------------- | ------------------------- |
| 가미모리오카 모리오카 방면 | ■ 야마다 선               | 가미요나이 가마이시 방면  |